# Coral Filarmônico RTÉ

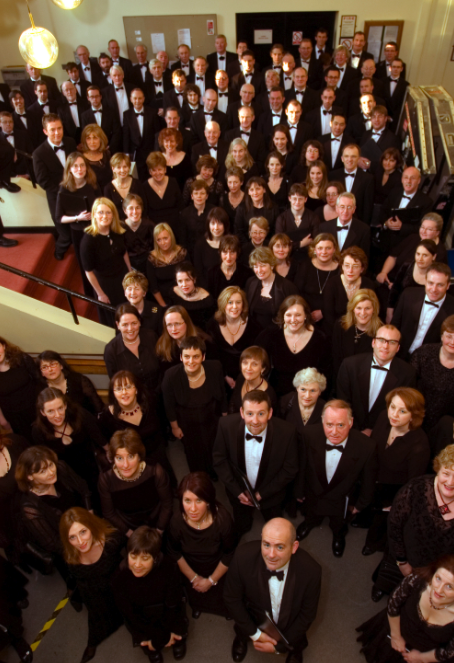
Coral Filarmônico RTÉ

O Coral Filarmônico RTÉ é um coral irlandês. O maestro do coro, fundado em 1985 por Colin Mawby e composto por cento e quarenta cantores, é Mark Duley.